# Robert Maćkowiak
Robert Maćkowiak (ur. 13 maja 1970 w Rawiczu) – polski lekkoatleta (sprinter). Wielokrotny medalista mistrzostw świata i Europy.

## Osiągnięcia
Najlepsze wyniki osiągał w biegach na 200 m i na 400 m, jako zawodnik Śląska Wrocław. Międzynarodową karierę rozpoczął w 1989, zdobywając złoty medal mistrzostw Europy juniorów w sztafecie 4 x 100 m. W późniejszym czasie stał się liderem grupy lisowczyków - 400-metrowców prowadzonych przez trenera kadry Józefa Lisowskiego.
W przeciwieństwie do kolegów ze sztafety 4 x 400 m, wiele sukcesów osiągnął w startach indywidualnych. Był wicemistrzem Europy (1998) i finalistą olimpijskim (2000) w biegu na 400 m oraz 2-krotnie brązowym medalistą halowych ME: w 1998 (400 m) i 2002 (200 m).
Sztafeta po wodzą Maćkowiaka zdobyła złoty medal (po dyskwalifikacji sztafety USA za doping) mistrzostw świata w Sewilli, osiągając czas 2:58,91. Wcześniej ten sam zespół zapewnił sobie srebrny krążek w mistrzostwach Europy w Budapeszcie - 2:58,88. W mistrzostwach świata w Atenach (1997), również po dyskwalifikacji Amerykanów, polskiej sztafecie z Maćkowiakiem przypadł medal brązowy (3:00,26).
Do największych sukcesów Maćkowiaka można też zaliczyć złoty medal w sztafecie 4 x 400 m na halowych mistrzostwach świata w 2001 i na halowych mistrzostwach Europy w 2002. W HMŚ 1999 polska sztafeta z Maćkowiakiem była druga, ale ustanowiła halowy rekord Europy (3:03,01), który przetrwał do 2015.
W igrzyskach olimpijskich zadebiutował w 1996, zajmując wraz ze sztafetą 6. miejsce. W 2000 wystąpił na igrzyskach olimpijskich w Sydney zdobywając 5. miejsce w biegu na 400 m i dopiero 6. pozycję w biegu sztafetowym. Polacy wtedy byli faworytami do medalu, lecz na skutek potknięcia się Maćkowiaka stracili szanse na podium.
Maćkowiak zanotował wiele mniejszych sukcesów: był 5-krotnie na podium superligi Pucharu Europy, 5-krotnie zwyciężał w I lidze PE. 3-krotnie był medalistą Światowych Igrzysk Wojskowych w sztafecie 4 x 400 m (1995 - 2. miejsce, 1999 i 2003 - 1. miejsce), zwyciężył z kolegami w Igrzyskach Frankofońskich (2001). Magazyn Track & Field News sklasyfikował go w 2000 na 9. miejscu na świecie wśród specjalistów od jednego okrążenia.
6-krotnie zdobywał tytuł indywidualnego mistrza kraju, był też 7-krotnie mistrzem Polski w hali.
Jest aktualnym współrekordzistą Polski w sztafecie 4 x 400 m – 2:58,00 (1998). Ten wynik ustanowił wraz z Rysiukiewiczem, Haczkiem i Czubakiem podczas Igrzysk Dobrej Woli w Nowym Jorku, gdzie polska sztafeta przegrała tylko z Amerykanami pod wodzą Michaela Johnsona (RŚ - 2:54,20 - wynik wymazano jednak z tabel z powodu dopingu).
Oficjalnie karierę zakończył w 2006. W 2015 zdobył złoty medal w skoku w dal podczas rozegranych w Toruniu halowych mistrzostw Europy weteranów.
Jest trenerem motorycznym Polish Soccer Skills w Wałczu.

## Rekordy życiowe

### na stadionie
- bieg na 100 metrów – 10,45 s. - 26 maja 1990, Wrocław
- bieg na 200 metrów – 20,61 s. (10. wynik w historii polskiej lekkoatletyki)[3] - 31 lipca 1996, Atlanta (USA)
- bieg na 300 metrów – 33,21 s. - 2005
- bieg na 400 metrów – 44,84 s. (2. wynik w historii polskiej lekkoatletyki)[3] - 5 sierpnia 2001, Edmonton (Kanada)

### w hali
- bieg na 60 m - 6,87 s. - 16 lutego 1992, Spała
- bieg na 200 m - 20,68 s. (2.wynik w historii polskiej lekkoatletyki) - 1 marca 2002, Wiedeń (Austria)
- bieg na 400 m - 45,94 s. (rekord Polski) - 9 marca 1997, Paryż (Francja)